# Zdeslavice (Chlístovice)
Zdeslavice (dříve Zdeslavice u Malešova německy Sdeslawitz bei Maleschau) je vesnice, část obce Chlístovice v okrese Kutná Hora. Nachází se asi dva kilometry jižně od Chlístovic. Severně od Zdeslavic protéká Zdeslavický potok, který je levostranným přítokem říčky Vrchlice.
Zdeslavice leží v katastrálním území Zdeslavice u Chlístovic o rozloze 6,26 km².

## Historie
První písemná zmínka o vesnici pochází z roku 1379.

## Pamětihodnosti
- Kaple svaté Anny se zvoničkou: je zapsána do Ústředního seznamu nemovitých kulturních památek ČR (číslo rejstříku ÚSKP 14716/2-3485) .[5]
- Několik roubených nebo zděných venkovských stavení.
- Památník obětem 1. světové války.
- Poblíž hájovny Újezd se nachází stopy po tvrzišti a zaniklé středověké vsi.[6]

## Fotogalerie

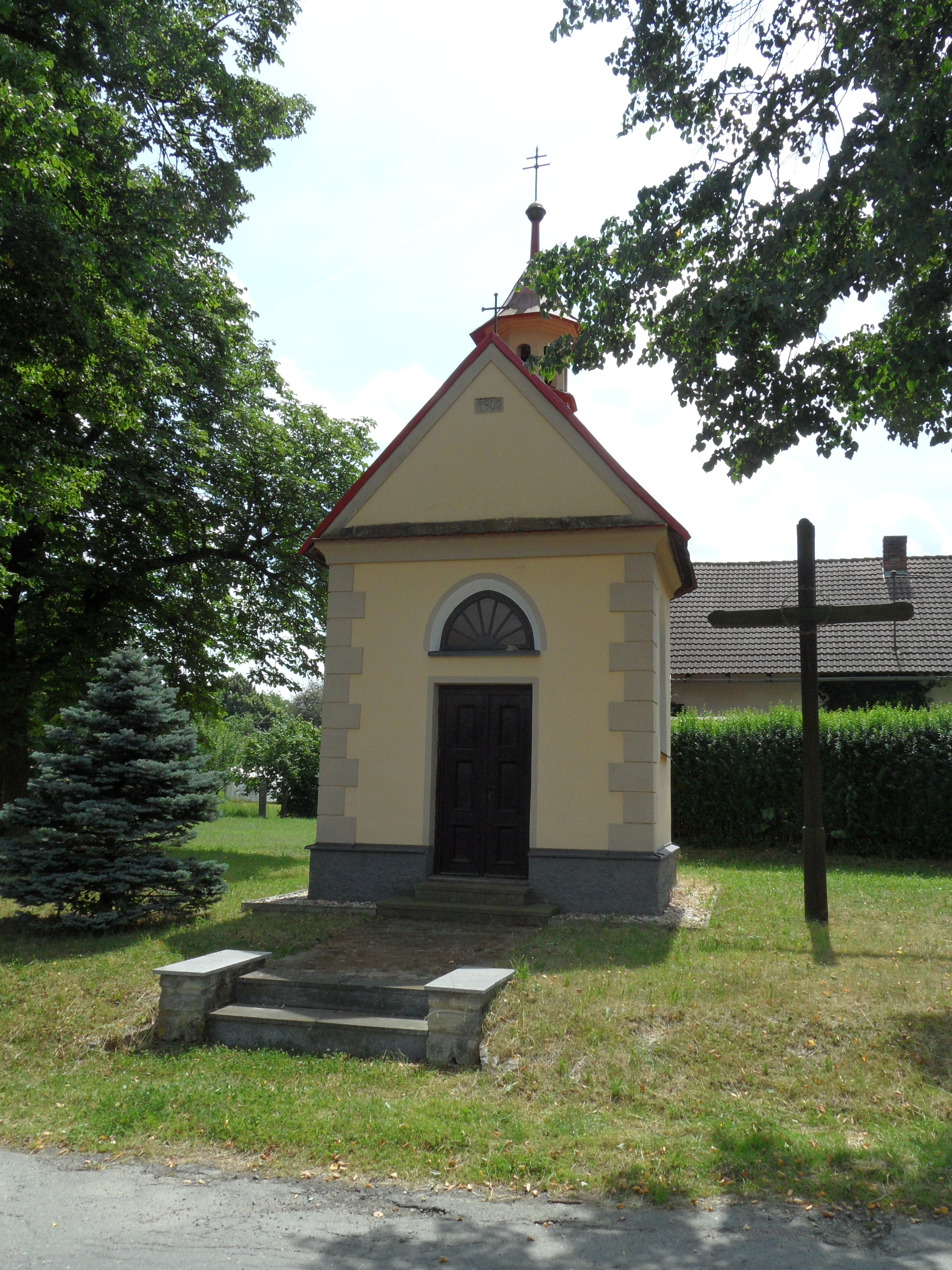
Kulturní památka kaple svaté Anny
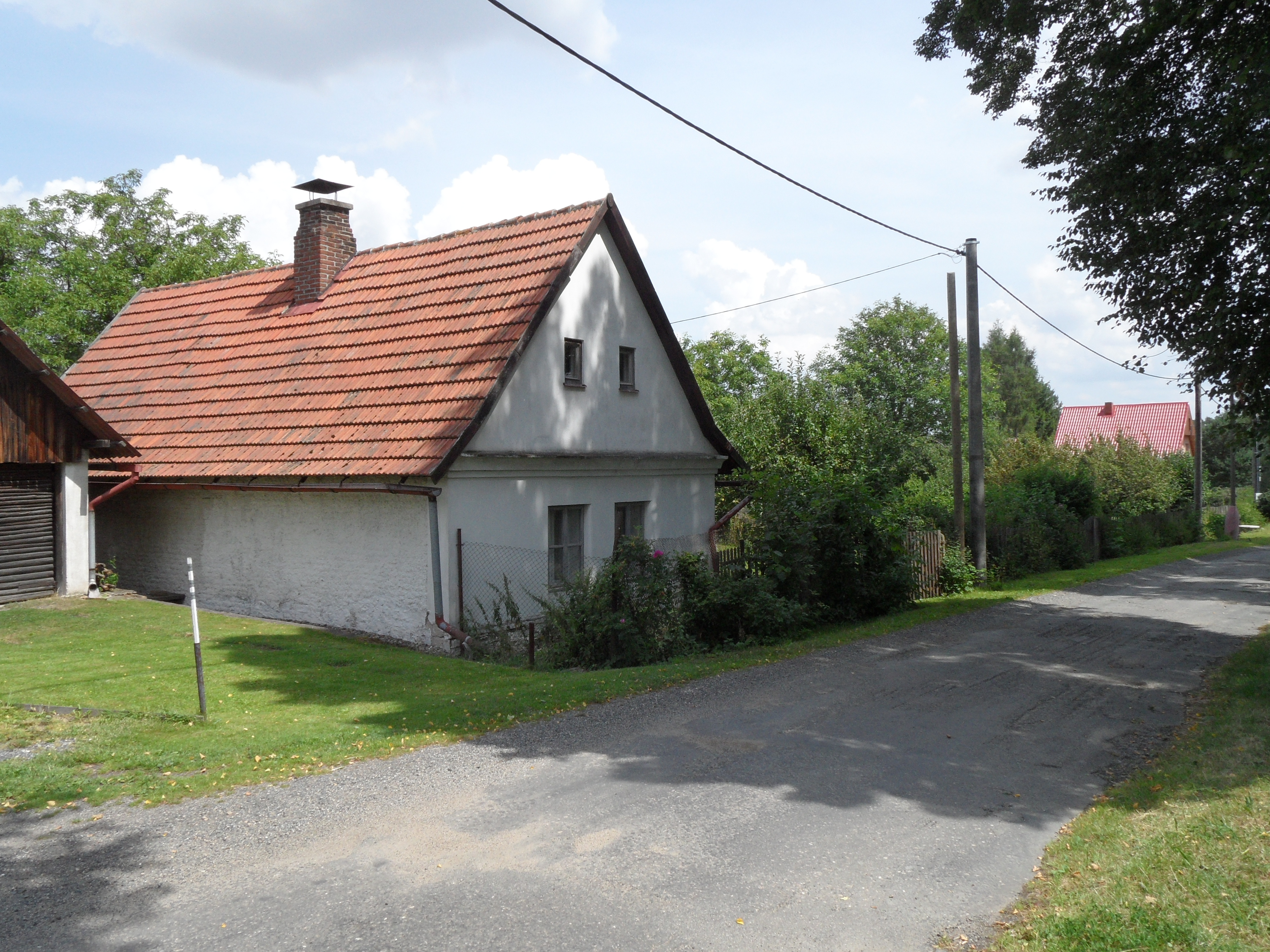
Domy podél cesty blízko kaple
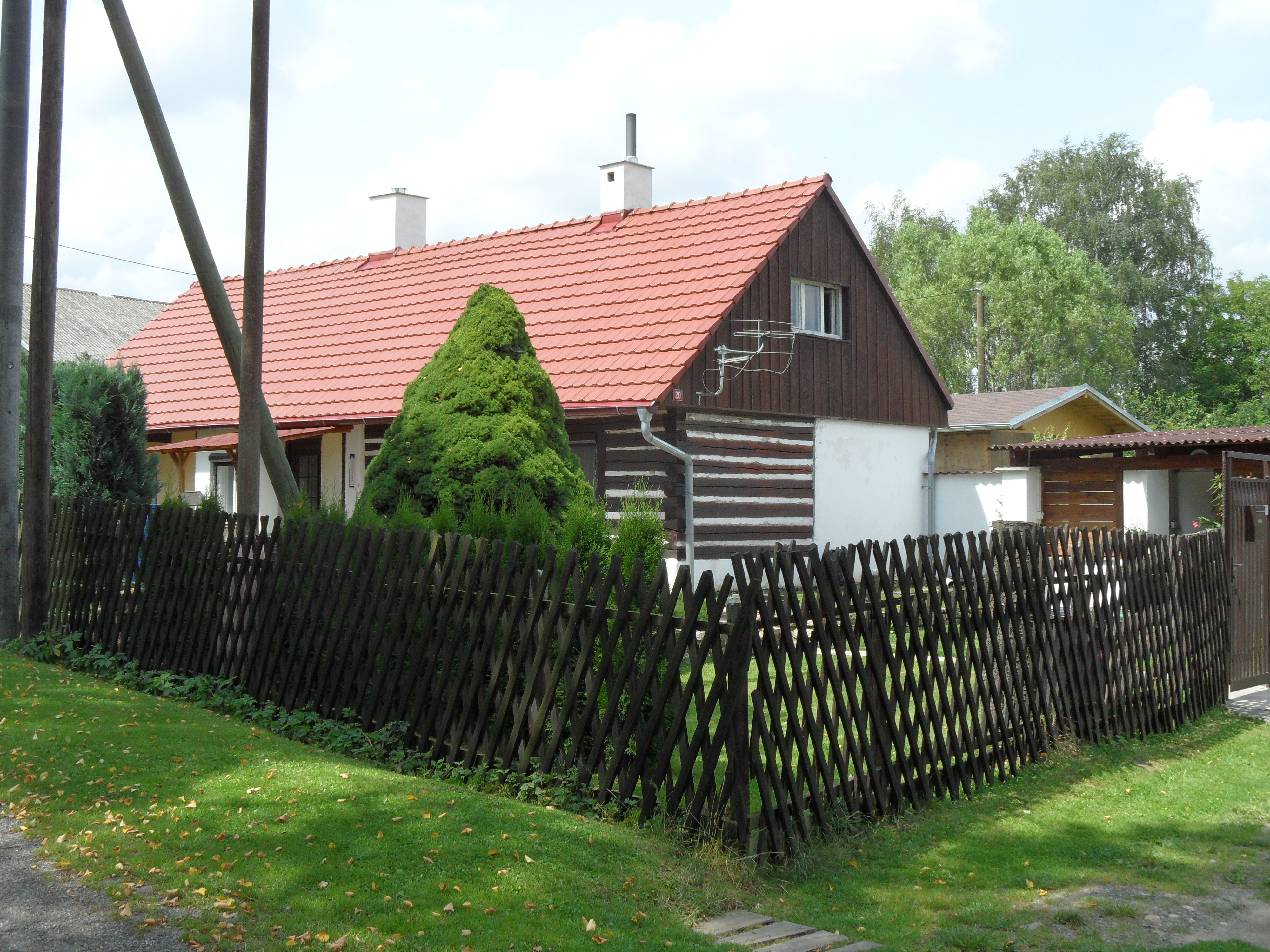
Roubená chalupa
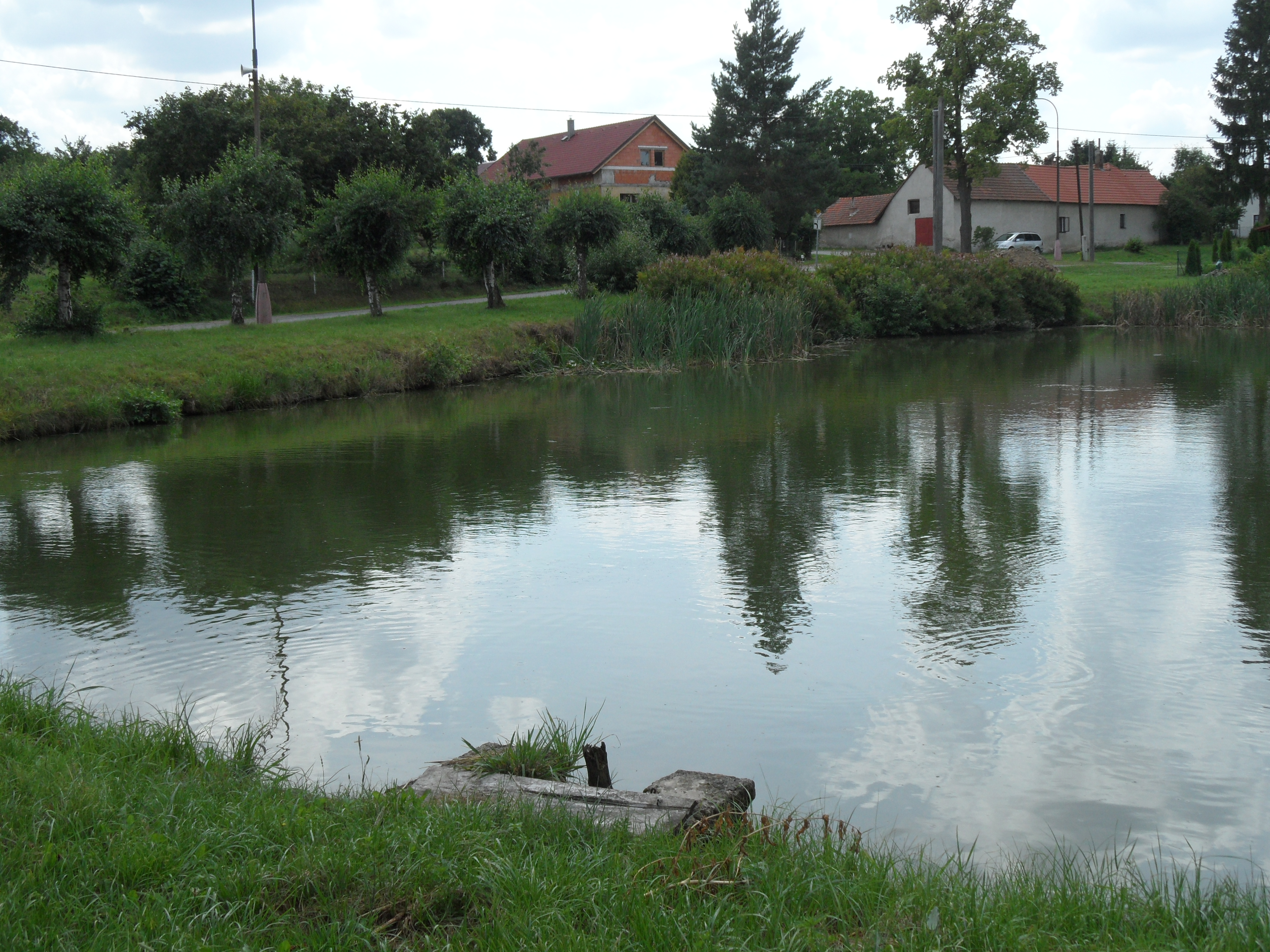
Rybník na východním okraji vesnice